# 모래색부드러운털쥐
모래색부드러운털쥐(Millardia gleadowi)는 쥐과에 속하는 설치류의 일종이다. 인도와 파키스탄에서 발견된다.